# Beaumesnil, Calvados
Beaumesnil är en kommun i departementet Calvados i regionen Normandie i norra Frankrike. Kommunen ligger i kantonen Saint-Sever-Calvados som ligger i arrondissementet Vire. År 2022 hade Beaumesnil 207 invånare.

## Befolkningsutveckling
Antalet invånare i kommunen Beaumesnil
Referens: INSEE